# Budapest Gypsy Symphony Orchestra
La Budapest Gypsy Symphony Orchestra è un'orchestra sinfonica ungherese i cui musicisti sono di provenienza gypsy e gitana. Conosciuta anche come "Orchestra dei Cento Violini Tzigani", la formazione, fondata nel 1985 da Laszló Berki, è la più grande orchestra gitana del mondo.

## Storia
La Budapest Gypsy Symphony Orchestra è stata fondata nel 1985, in occasione dei funerali di Sandor Jaroka, fra i maggiori solisti gitani dell'epoca contemporanea. Giunti in massa per salutare il Maestro, i molti musicisti gitani improvvisarono un'esibizione al termine della cerimonia. Tale avvenimento è considerato il debutto, nonché l'atto di nascita dell'orchestra gitana di Budapest.
Oggi la Budapest Gypsy Symphony Orchestra è formata da 60 violini, 9 viole, 6 violoncelli, 10 contrabbassi, 9 clarinetti e 6 zimbalom e fra le file dei musicisti annovera Ökrös Oszkár, il più importante suonatore di zimbalom al mondo.

## Attività
La BGSO suona regolarmente a livello internazionale ed è un vero e proprio baluardo vivente della cultura dell'Ungheria. Nel 2000 ha vinto l'Hungarian Heritage Prize ed è entrata nel Guinness dei Primati. Dal marzo 2016 si fregia del titolo di "Hungaricum", onorificenza attribuita dal Parlamento di Budapest alle eccellenze culturali ungheresi.
L'obiettivo dell'ensemble è il mantenimento dei valori musicali e della tradizione secolare trasmessa in eredità dalle famiglie gitane di generazione in generazione.

Ha inciso più di venti album, ricevendo per tali incisioni anche dischi d'oro e di platino.
Il repertorio della BGSO è quello tipico delle formazioni orchestrali sinfoniche: accanto ad autori come Brahms, Offenbach, Pablo de Sarasate, Johann Strauss padre e figlio, Čajkovskij, Rossini e Liszt, l'ensemble propone anche musica gitana ungherese tradizionale e melodie e canzoni popolari magiare e di ispirazione magiara di artisti quali Béla Bartók, Grigoras Dinicu, Ferenc Erkel e Vittorio Monti.

## Formazione e direzione
László Berki, direttore della National Hungarian State Ensemble, ha diretto da BGSO dalla fondazione sino alla sua scomparsa, avvenuta nell'ottobre 1997.

Attualmente è presieduta da József Raduly, mentre Dezső Balogh è il Direttore Artistico e Lajos Sárközi Senior il primo violino.